# جان بنت (ورزشکار)
جان بنت (انگلیسی: John Bennett؛ زادهٔ november ۱۴, ۱۹۳۰ (۹۴ سال)) ورزشکار دو و میدانی اهل ایالات متحده آمریکا است.
وی در مسابقات کشوری و بین‌المللی در مجموع برندهٔ ۱ مدال نقره شده‌است.